# International Competition Network
La International Competition Network (en español: Red Internacional de Autoridades de Competencia) es una organización no gubernamental constituida de manera informal y principalmente de forma virtual, que pretende establecer la cooperación entre las diferentes autoridades de competencia a nivel mundial. Sus principales instancias de funcionamiento y participación entre las instituciones participantes es a través de dos mecanismos: la elaboración de proyectos en grupos temáticos de trabajo y en la participación de una conferencia anual, donde se exponen las labores realizadas durante el año y la posible aplicabilidad de esos trabajos por cada una de las instituciones participantes. Sus principales áreas de trabajo van enfocadas en el mejoramiento del derecho de competencia, aplicado tanto en el contexto internacional — con énfasis en el comercio internacional —, como también en las jurisdicciones de cada uno de los países participantes, mejorando los sistemas antimonopolios y evitando la creación de carteles económicos, entre otras malas prácticas empresariales definidas como prácticas anticompetitivas. 

## Historia
La iniciativa surgió en 2001, como resultado del Informe Final del Comité Asesor de Política de Competencia Internacional para el Fiscal General y el Fiscal General Adjunto Antimonopolios de los Estados Unidos. Expertos en derecho de la competencia en los Estados Unidos recomendaron a las autoridades nacionales que una mayor colaboración con las autoridades extranjeras podría contribuir a la coordinación de la aplicación y el intercambio de información sobre la política de competencia a nivel mundial. La inauguración oficial se realizó el 25 de octubre de ese año y contó con la presencia de catorce autoridades de jurisdicciones antimonopólicas: Alemania, Australia, Canadá, Corea del Sur, Estados Unidos, Francia, Israel, Italia, Japón, México, Sudáfrica, el Reino Unido, la Unión Europea y Zambia.
La primera conferencia se celebró en Nápoles, Italia en 2002, y contó con la participación de autoridades de 59 países y otras organizaciones no gubernamentales afines a los temas de competencia en la economía.

## Países participantes

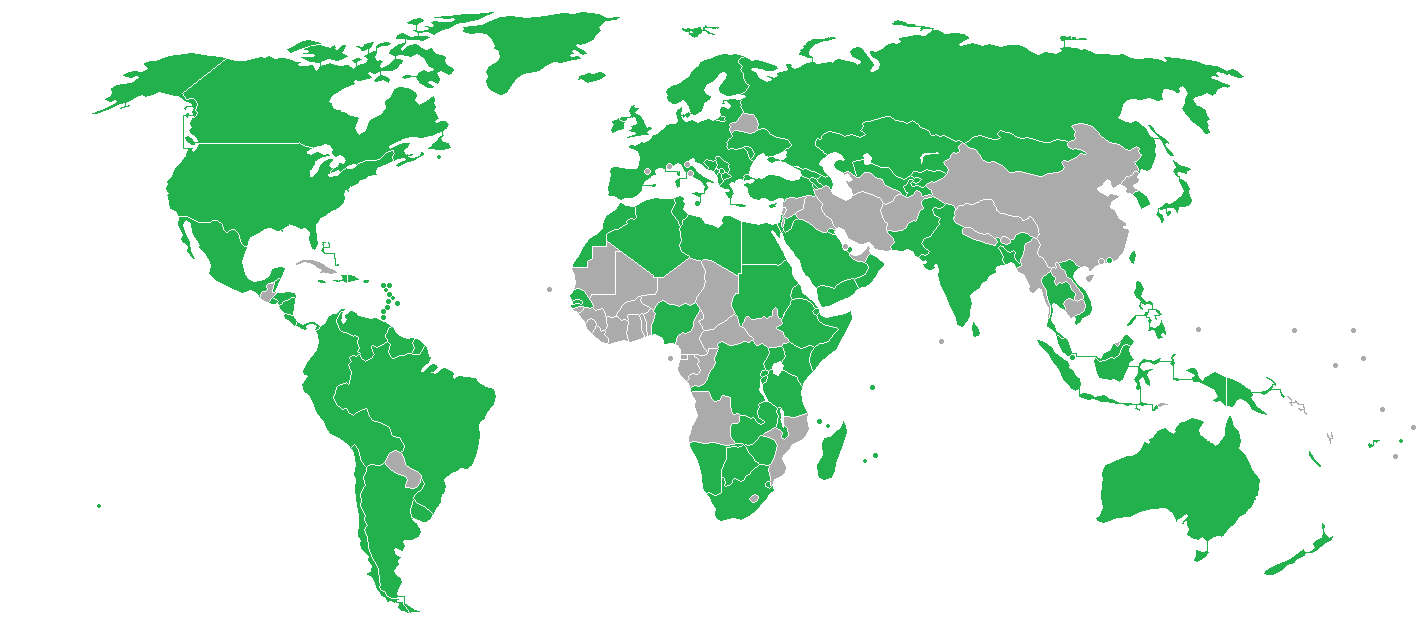
Países participantes en la International Competition Network (ICN).
Países que cuentan con al menos una autoridad en derecho de la competencia participante en la INC

## Conferencias anuales

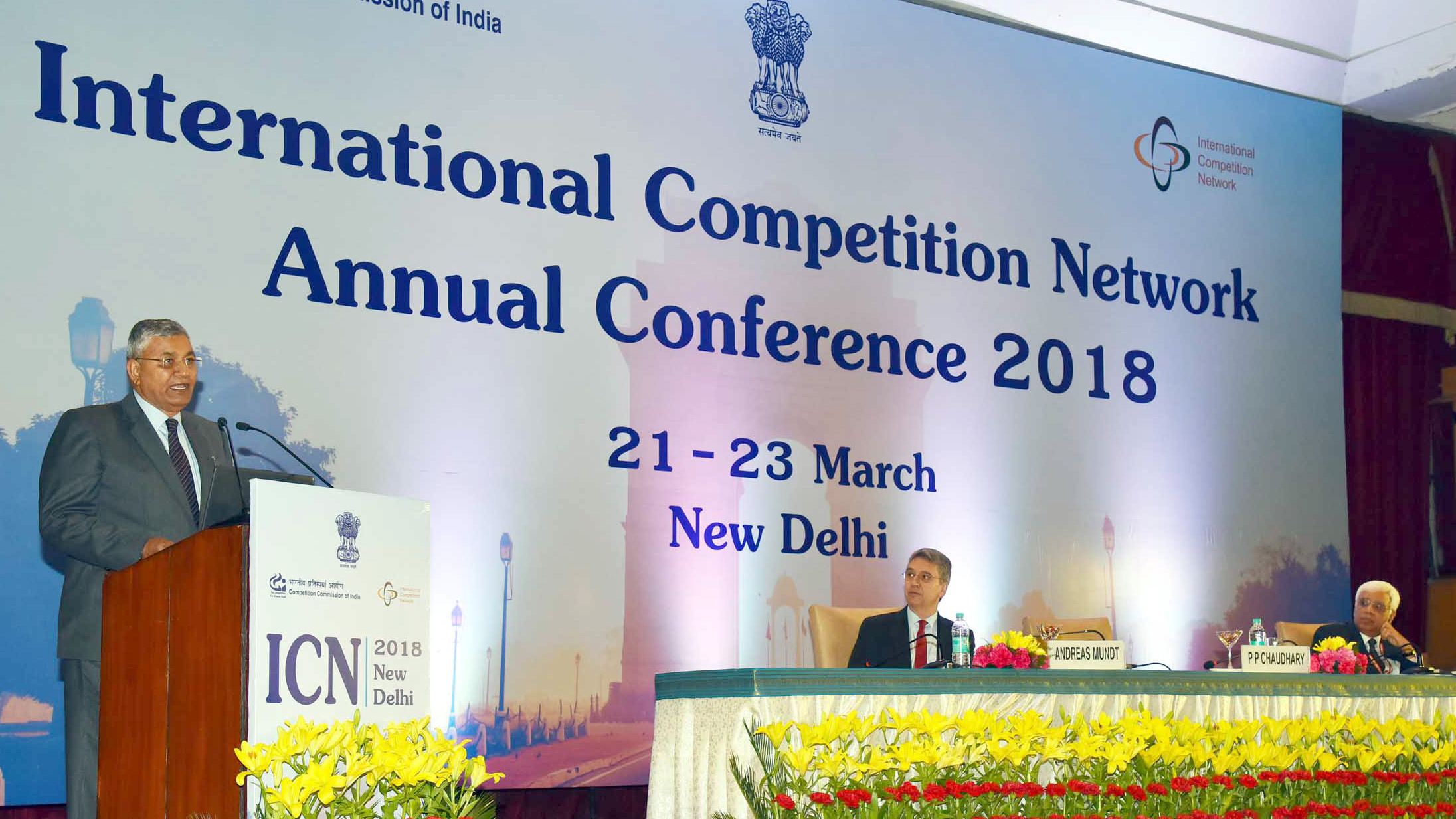
Presentación de P.P. Chaudhary en la Conferencia Anual de 2018 celebrada en Nueva Delhi, India

| Año  | Lugar                                                                           |
| ---- | ------------------------------------------------------------------------------- |
| 2002 | Nápoles, Italia                                                                 |
| 2003 | Mérida, México                                                                  |
| 2004 | Seúl, Corea del Sur                                                             |
| 2005 | Bonn, Alemania                                                                  |
| 2006 | Ciudad del Cabo, Sudáfrica                                                      |
| 2007 | Moscú, Rusia                                                                    |
| 2008 | Kioto, Japón                                                                    |
| 2009 | Zúrich, Suiza                                                                   |
| 2010 | Estambul, Turquía                                                               |
| 2011 | La Haya, Países Bajos                                                           |
| 2012 | Río de Janeiro, Brasil                                                          |
| 2013 | Varsovia, Polonia                                                               |
| 2014 | Marrakech, Marruecos                                                            |
| 2015 | Sídney, Australia                                                               |
| 2016 | Singapur, Singapur                                                              |
| 2017 | Porto, Portugal                                                                 |
| 2018 | Nueva Delhi, India                                                              |
| 2019 | Cartagena de Indias, Colombia                                                   |
| 2020 | Virtual por la pandemia de COVID-19 (suspendida en Los Ángeles, Estados Unidos) |
| 2021 | Virtual por la pandemia de COVID-19                                             |
| 2022 | Berlín, Alemania                                                                |